# Матус Артем Валерійович
Артем Валерійович Матус (нар. 12 червня 2003, Кривий Ріг, Дніпропетровська область, Україна) — український футболіст, воротар кременчуцького «Кременя».

## Ранні роки
Народився 12 червня 2003 року в Кривому Розі як Артем Голяк. У дитинстві виступав за християнський футбольний клуб «Пенуел» у рідному місті Кривий Ріг. Згодом приєднався до футбольної академії «Кривбасу». Загалом провів 74 матчі, у тому числі й у Першій лізі юнацького чемпіонату України (U-19) за «Кривбас-2» (Гірник) і «Кристал» (Чортків). У період з кінця 2021 року і до підписання контракту з «Агробізнесом» змінив прізвище на Матус.

## Кар'єра гравця

### «Кривбас-2»
20 вересня 2020 року в Кривому Розі відбулася презентація нової команди. «Кривбас-2» допущено до аматорської першості. Команда «Гірник» була розділена: головна команда стала «Кривбасом», а U-19 — «Кривбасом-2». На сезон 2020/21 років Матус перебував у складі «Кривбасу-2». Потрапив на лаву запасних в одному матчі, але на поле не виходив. У нього була футболка під номером 79. Того року він також брав участь у чемпіонаті Першій лізі юніорського чемпіонату України (U-19). «Кривбас-2» грав під старою назвою «Гірник». Зіграв у 8 матчах. Також брав участь у зимовій першості Кривого Рогу 2021 року.

### «Кристал» (Чортків)
Наступний сезон розпочав у «Кристалі» (Чортків). У чемпіонаті Першій лізі юніорського чемпіонату України (U-19) зіграв 7 матчів.

### «Агробізнес»
14 лютого 2022 року перейшов до клубу Першої ліги України «Агробізнес», де взяв футболку з 1-м ігровим номером.. 24 лютого 2022 року Росія вторглася в Україну. Наступного дня клуб зібрався і вирішив повернутися до України. 28 лютого Матус став одним із чотирьох гравців, які повернулися, завдяки чому йому дозволили залишитися в клубі, а решті гравців, які не повернулися, дозволили шукати нові клуби.

### «Епіцентр»
Під час літнього трансферного вікна 2022 року приєднався до новачка Першої ліги «Епіцентр», де взяв футболку з 71-м ігровим номером. Майже увесь час залишався на лаві запасних «Епіцентру». 14 разів перебував на лаві запасних, але дебютувати за першу команду в офіційних турнірах не зміг. 12 лютого під час товариського матчу зі «Штурмом» (Іванків) замінив травмованого воротаря і через п’ять хвилин пропустив м'яч. Також зіграв 3 березня у другому таймі в товариському матчі з «Нивою». Два дні по тому знову вийшов у другому таймі в матчі проти «Дружби» (Мирівка). 20 червня 2023 року залишив «Епіцентр».

### «Кремінь»
Влітку 2023 року перебував на перегляді в іншому клубі Першої ліги, у «Кремені». Він був зазначений як неназваний гравець на перегляді у перших передсезонних матчах. 16 липня у поєдинку з «Олександрією» його прізвище з'явилося в списку гравців, які вийшли в стартовому складі. Через декілька днів стало відомо, що його запросив «Кремінь» на новий сезон. Підписав 2-річний контракт і взяв футболку під номером 71. Йому дали шанс вийти в старті у своїй першій грі, в якій зробив декілька хороших сейвів. 28 липня дебютував за «Кремінь» відбувся в матчі проти «Металурга» (0:0). Sportarena обрала його найкращим гравцем матчу.

## Статистика виступів

### Клубна
Станом на 19 березня 2024 року
| Клуб                 | Сезон             | Ліга                                      | Ліга  | Ліга | Кубок | Кубок | Інші  | Інші | Загалом | Загалом |
| Клуб                 | Сезон             | Дивізіон                                  | Матчі | Голи | Матчі | Голи  | Матчі | Голи | Матчі   | Голи    |
| -------------------- | ----------------- | ----------------------------------------- | ----- | ---- | ----- | ----- | ----- | ---- | ------- | ------- |
| «Кривбас-2» (Гірник) | 2020–21           | Перша ліга юніорського чемпіонату України | —     | —    | —     | —     | —     | —    | —       | —       |
| «Кривбас-2» (Гірник) | 2020–21           | аматорський чемпіонат України             | —     | —    | —     | —     | —     | —    | —       | —       |
| «Кривбас-2» (Гірник) | Загалом           | Загалом                                   | —     | —    | —     | —     | —     | —    | —       | —       |
| «Кристал» (Чортків)  | 2021–22           | Перша ліга юніорського чемпіонату України | —     | —    | —     | —     | —     | —    | —       | —       |
| «Агробізнес»         | 2021–22           | Перша ліга                                | 0     | 0    | —     | —     | —     | —    | 0       | 0       |
| «Епіцентр»           | 2022–23           | Перша ліга                                | 0     | 0    | —     | —     | —     | —    | 0       | 0       |
| «Кремінь»            | 2023–24           | Перша ліга                                | 12    | 0    | —     | —     | —     | —    | 12      | 0       |
| Усього за кар'єру    | Усього за кар'єру | Усього за кар'єру                         | 12    | 0    | 0     | 0     | 0     | 0    | 12      | 0       |